# Bartolomé Caldentey
Bartolomé Caldentey Jaume (* 25. April 1951 in Sineu) ist ein ehemaliger spanischer Bahnradsportler.
Caldentey wurde siebenmal spanischer Meister im Steherrennen sowie einmal in der Mannschaftsverfolgung. Zweimal wurde er Vize-Weltmeister der Amateur-Steher, 1976 in Monteroni di Lecce und 1977 in  San Cristóbal. 1980 belegte Caldentey bei den Bahn-Weltmeisterschaften in Besançon nochmals einen dritten Platz, wurde aber anschließend wegen Dopings disqualifiziert. Sein Schrittmacher war Antonio Mora, Vater der spanischen Radrennfahrerin María Mora.